# Port de la Gare
Ne doit pas être confondu avec Quai de la Gare.
Le port de la Gare est une voie située dans le quartier de la Gare du 13e arrondissement de Paris.

## Situation et accès
Le port de la Gare est accessible par la ligne 6 à la station Quai de la Gare.

## Origine du nom
Il doit son nom à ce qu'il longe le quai de la Gare.

## Historique
Le port de la Gare est créé en 1905 par le détachement d'une partie du port de Tolbiac et est officiellement nommé entre les ponts de Tolbiac et de Bercy, en contrebas du quai de la Gare et du quai François-Mauriac.

## Bâtiments remarquables et lieux de mémoire
- Le Batofar est amarré en permanence sur les quais du port.
- La piscine Joséphine-Baker.

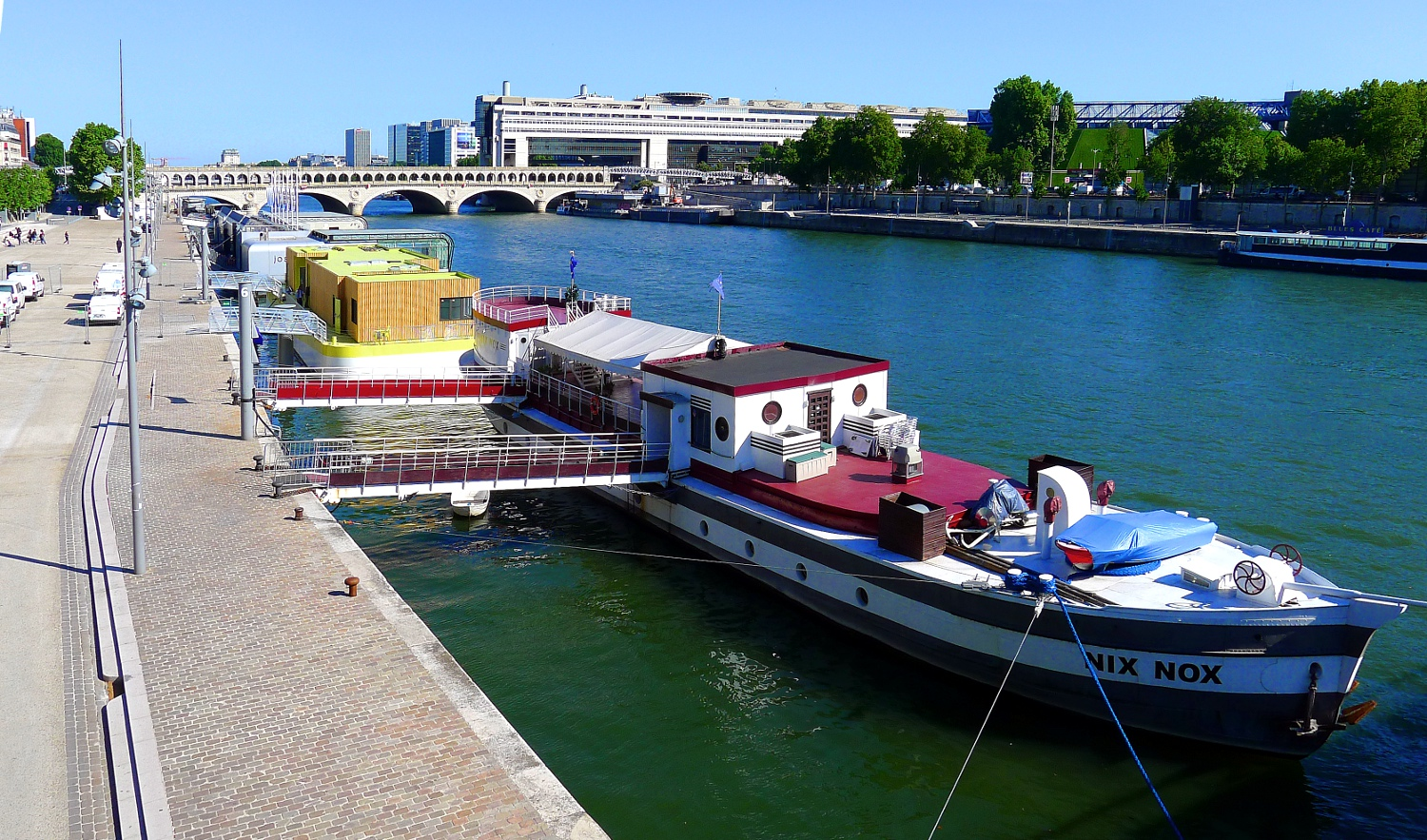
Port de la Gare, côté pont de Bercy.
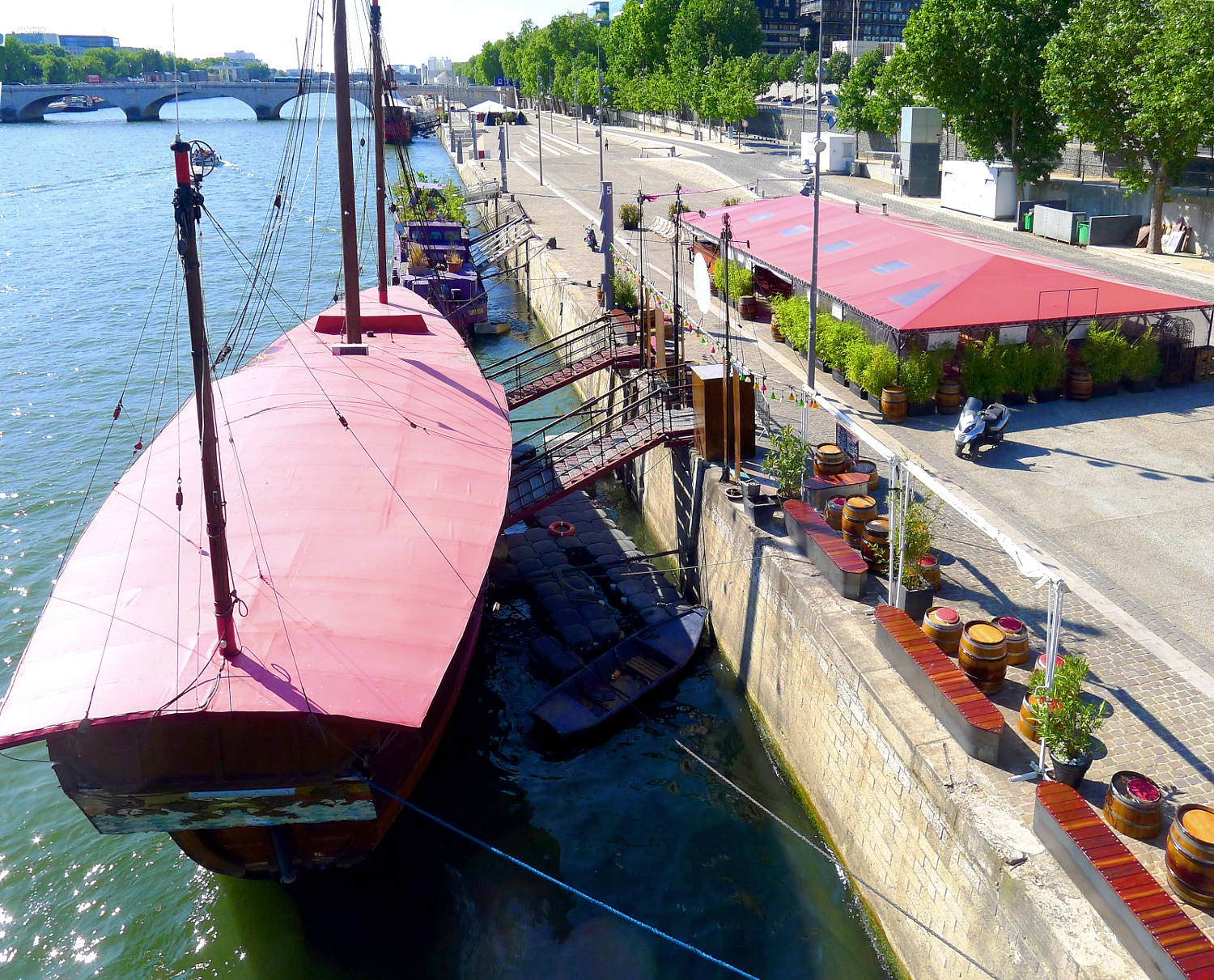
Port de la Gare, côté pont de Tolbiac.